# Giuseppe Berton
Padre Giuseppe Berton (1932 - 25 de junio de 2013) fue un misionero italiano de los Hermanos Javerianos, que vivió en Sierra Leona desde 1971.
Nacido en Marostica, Vicenza, el 5 de febrero de 1932, fue el fundador del Family Homes Movement (FHM, Sierra Leona, 1985), un movimiento cuyo objetivo principal es el de dar atención y educación de padres a hijos en una necesidad particular; durante la guerra civil el Padre Berton y el FHM salvaron y rehabilitaron la vida social de más de 3.000 niños soldados.
El Padre Giuseppe Berton fue cofundador, junto con Roberto Ravera (Director ASL 1 Imperiese, Italia), de la FHM ITALIA Onlus.
La FHM ITALIA Onlus es la hermana italiana de la FHM Sierra Leona. Con residencia en Italia, ha sido fundada por la cooperación entre el Padre Giuseppe Berton y Roberto Ravera, que trabajaron en conjunto, siguiendo las teorías científicas recientes en términos de la psicología y la psicopatología, para los proyectos de rehabilitación profesional y social, y la inclusión escolar de los niños abandonados.
El Padre Giuseppe Berton murió el 25 de junio de 2013, en la casa madre de los Javerianos en Parma.